# Pterolophia perakensis
Pterolophia perakensis là một loài bọ cánh cứng trong họ Cerambycidae.